# Koljenac
Koljenac (vjenčić, lat. Sherardia), monotipski biljni rod iz porodice Rubiaceae raširen po velikom dijelu Europe, sjeverne Afrike, jugozapadne i središnje Azije, ali je i naturalizirana u Australiji, Novom Zelandu, Južnoj i Sjevernoj Americi, Meksiku i drugdje. Latinsko ime došlo je po engleskom botaničaru Williamu Sherardu (1659–1728).
Koljenac, Sherardia arvensis, je jednogodišnja biljka koja naraste do 40 cm visine. Cvjetovi su maleni, blijede ljubičaste boje. Cvate od šestog do devetog mjeseca.
U Hrvatskoj je vrsta poznata kao sitni koljenac ili sitni vjenčić, a rod kao koljenac ili vjenčić.

## Vanjske poveznice
|  | Zajednički poslužitelj ima još gradiva o temi Sherardia |
|  | Wikivrste imaju podatke o taksonu Sherardia             |

- S. arvensis
- S. arvensis
- S. arvensis
- S. arvensis